# Zdeněk Elger z Elgenfeldu

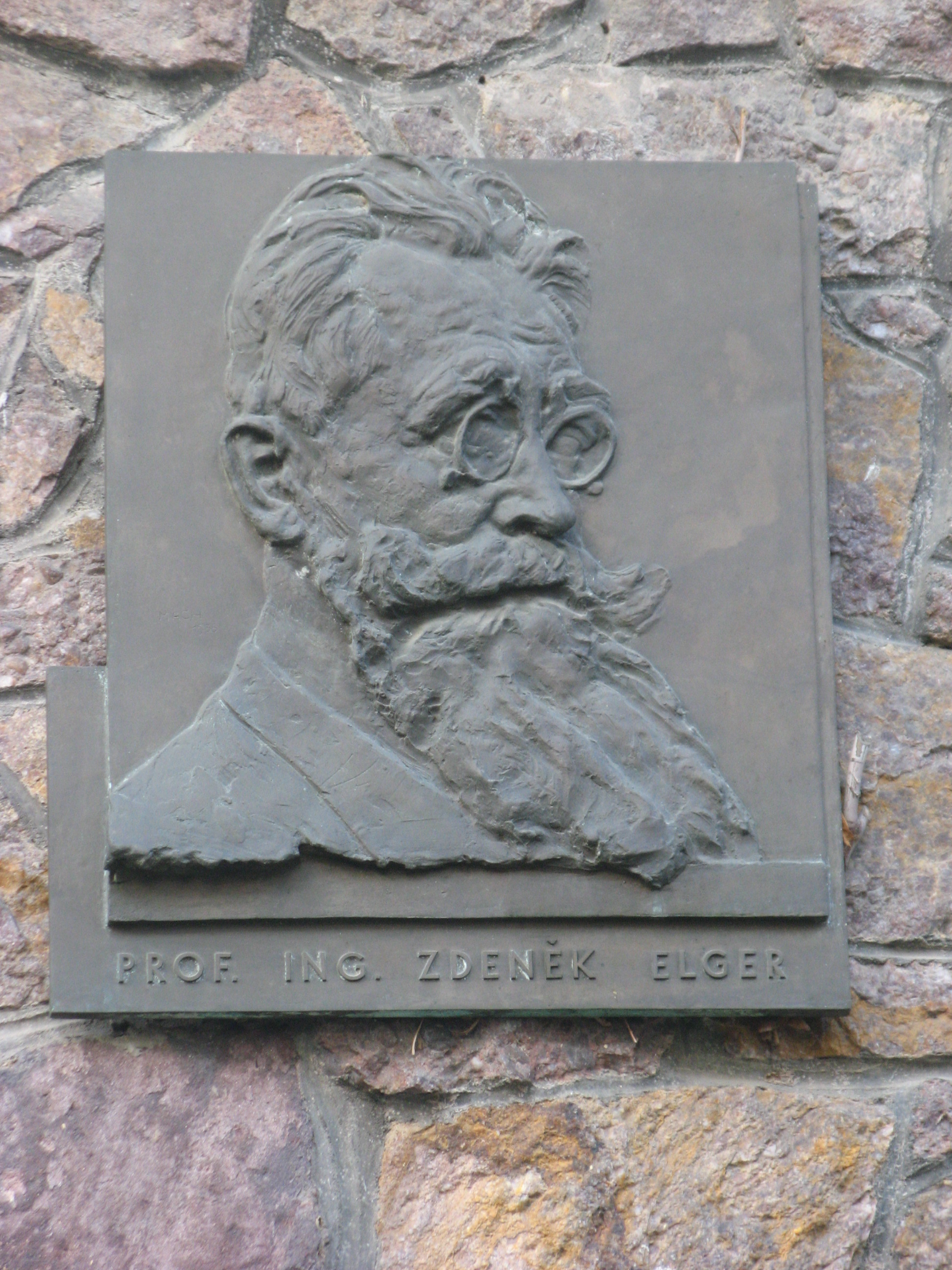
Pamětní bronzová deska Zdeňka Elgera z Elgenfeldu na jeho domě v Pellicově ulici v Brně

Zdeněk Elger z Elgenfeldu, křtěný Zdenko Jan (30. října 1871 Nové Strašecí – 15. prosince 1940 Brno), byl český strojař, konstruktér, vysokoškolský profesor, odborný publicista a soudní znalec.

## Život
Narodil se v Novém Strašecí do rodiny oficiála při c.k. berním úřadě Jana Elgera s Elgenfeldu (rodina byla nobilitována v roce 1808) a jeho ženě Antonii roz. Follmanové. Obecnou školu navštěvoval ve svém rodišti, ale v dalším studiu pokračoval již v Hradci Králové, kde studoval vyšší reálku.
Za dalším vzděláním odešel v roce 1889 do Prahy, kde studoval odbor strojního inženýrství na české vysoké škole technické. Zde složil v roce 1893 státní zkoušku, byl promován inženýrem a bezprostředně nastoupil do prvního zaměstnání ve strojírně "Märky, Bromovský & Schultz" v Hradci Králové jako konstruktér v oboru parních strojů pro cukrovarnický průmysl a vodárenství. V září roku 1897 s v Novém Bydžově oženil s dcerou místního lékaře Johannou Hánělovou, s níž měl tři děti.
V roce 1899 odešel Elger do Adamova, kde se záhy stal šéfinženýrem a nedlouho poté i ředitelem tamních strojíren. Jeho působení v adamovských strojírnách však nemělo dlouhého trvání, od roku 1901 začal působit jako řádný profesor nauky o strojích na brněnské technice, kde setrval až do roku 1937. Zprvu vyučoval obecnou a teoretickou nauku o strojích a ve dvacátých letech vedl cvičení z paliv a olejů. Elger byl v letech 1902/03, 1914/15, 1922/23 a 1931/32 zvolen děkanem odboru strojního inženýrství a ve studijním roce 1905/1906 zastával také funkci rektora školy. Rovněž působil jako stálý soudní znalec, mimořádný člen Patentního úřadu v Praze, rada Patentního soudu a autor mnoha odborných publikací.
V roce 1936 nastoupil zdravotní dovolenou a roku 1937 odešel do důchodu. V prosinci roku 1940 Elger zemřel a následně byl pohřben v Lázních Bohdaneč.
Zdeněk Elger z Elgenfeldu vlastnil secesní dům v brněnské Pellicově ulici číslo 8, na němž je umístěna bronzová pamětní deska.